# 上廣倫理財団
公益財団法人上廣倫理財団（うえひろりんりざいだん）は、1987年4月に設立された倫理の教育とその研究の振興を目的とする日本の公益法人。国内外の大学などへの研究助成、各種講演会・研究会の開催、関連図書の刊行のほか、道徳教育賞、感動作文コンクール、りんり俳句大賞、日本倫理哲学グランプリなどの教育事業を行っている。東京都千代田区に事務所を置く。
倫理を「人々がよりよい人生を送るために役立つ叡智やその実践」と広義に捉え、いかなる思想・価値観からも中立であること、国際的な視点をもつことを基本方針にしている。2013年7月10日に公益認定を受け、公益財団法人となった。代表は上廣哲治会長。
上廣倫理財団には、「学術振興(国内)」「学術振興(海外)」「学校教育」「社会文化」「研究助成」「国際交流」の6つの事業カテゴリがある。
実践倫理宏正会が創立40周年を記念して資金を拠出し設立した財団である。

## 経営
2000年の資産額は10億円。後に、資産額は1000億円以上となる。2017年の寄附金収入額70億円。
役員11名、常勤職員11名（2000年）。

## 事業

### 学術振興(国内)
学術振興助成では「広義の倫理」「より善く生きるための知恵や実践」「中立的視点」これら３つのキーワードを念頭に置き、社会との連携や交流、還元を行っている研究者等に支援することを目的に実施している。「上廣死生学・応用倫理講座(東京大学大学院人文社会系研究科)」「上廣共生哲学講座(東京大学大学院総合文化研究科)」「アジア研究図書館上廣寄附研究部門(東京大学附属図書館)」「上廣倫理研究部門(京都大学iPS細胞研究所)」「上廣倫理財団寄附研究部門(京都大学人と社会の未来研究院)」「上廣歴史資料学研究部門(東北大学東北アジア研究センター)」「広島大学応用倫理学講座(広島大学大学院人間社会科学研究科)」「新潟大学里山共生研究部門(新潟大学佐渡自然共生科学センター)」「総合地球環境学研究所上廣環境日本学センター(寄附研究部門)」「上廣国際日本学研究部門(国際日本文化研究センター)」など、国内の主要な大学や研究機関に講座または部門を置き、それぞれの拠点で、分野に応じた研究活動、教育活動が行われている。

### 学術振興(海外)
国内と同じく3つのキーワードを念頭に、海外の大学、研究機関に拠点を持ち、海外の研究者と交流しながら、研究活動を支援している。「上廣オックスフォード研究所」「カーネギー・上廣チェアー(カーネギーカウンシル)」「上廣哲学倫理教育アカデミー(ハワイ大学)」「上廣海洋学振興センター(ハワイ大学)」など、それぞれの海外拠点は各分野の研究活動に従事するとともに、日本の大学や研究機関とも交流を持つよう努力している。

### 学校教育
子どもたちの様々な体験を通して得た感動や、四季のなかで育まれた心を、「言葉」で表す機会を提供している。また優れた道徳教育の実践を行っている教員を奨励するとともに、高校生の倫理的思考の涵養を目的に事業を行っている。「感動作文コンクール」「りんり俳句大賞」「上廣道徳教育賞」「道徳教育活動助成」「道徳教育推進助成」「道徳教育シンポジウム」「道徳教育研究会」「日本倫理哲学グランプリ」などの事業がある。また、「上廣倫理教育アカデミー(宮城教育大学)」「上廣倫理教育アカデミー(上越教育大学)」「上廣道徳教育アカデミー(兵庫教育大学道徳教育研究開発センター)」「上廣道徳・倫理教育研究開発推進室(東京学芸大学先端教育人材育成推進機構)」など、国内の教育大学にアカデミーや研究推進室を設置している。なお、「日本倫理哲学グランプリ」では、全国の中高生を対象に毎年出される課題に沿ったエッセイを募集。入賞者は国際哲学オリンピック選考会に参加することができる。選考会でグランプリ、準グランプリを受賞した上位2名が国際哲学オリンピックに出場することができる。　

### 社会文化
人の生き方や教育に関する講演会や文化活動を主催・促進することを通して、社会文化の振興を図るとともに、青少年の健全な成長を支える諸団体の活動を支援している。「新たなオーケストラ支援事業(日本芸術文化振興会)」「普及啓発支援(早寝早起き朝ごはん全国協議会)」「教育活動支援(国立青少年教育振興機構等)」「星野立子賞」「講演会等支援助成事業」「フォーラム・イベント」「上廣歴史文化フォーラム」「上廣歴史文化フォーラム(地方開催)」その他、研究会・出版などの事業がある。

### 研究助成
共生社会を目指して、倫理研究のより善い発展に資する取組みを支援するために研究助成を実施している。とくに若手研究者の育成に対しての支援を広げている。「若手研究者公募助成」「教育研究活動支援」「研究活動支援(海外)」などがある。

### 国際交流
世界の先端をゆく研究者や、教育現場でリーダーとなる教員が、国際的な視点で、活発に交流していくことを支援している。「上廣カーネギーオックスフォード倫理会議」「上廣大学院奨学金(オックスフォード大学)」「オックスフォード大学セントクロスカレッジ派遣留学制度」「高校留学支援・上廣スカラシップ(YFU日本国際交流財団)」「日米教員交流」「若手研究者国際シンポジウム助成」「マードック小児医療研究所 連携プログラム」などがある。

## 沿革
1987年、「感動作文コンクール」、「研究助成」を開始。
1988年、生涯学習「講師派遣」を開始。波多野完治、岡本包治、河合雅雄らが講師として協力。
1989年、第１回生涯学習フェスティバル（まなびピア’89 in CHIBA）主催:文部省に参画。「第３回家庭教育フォーラム」を実施。米長邦雄（棋士）が講演。
1990年、米国のカーネギーカウンシル(Carnegie Council for Ethics in International Affairs)と共催で国際会議を開催。日本から村井實（慶應義塾大学名誉教授）が「徳川時代の日本人の倫理観」を報告。
1991年、『ビジネスマンの父より息子への30通の手紙』著者キングス・レイ・ウォード氏来日講演ツアー実施。東京都・銀座ヤマハホール財団主催「第5回家庭教育フォーラム」、北海道・旭川市中央公民館「旭川市家庭教育講演会」、神奈川県茅ヶ崎市・文教大学湘南校舎「文教大学国際学部特別講演」、兵庫県・神戸国際展示場「第17回近畿地区高等学校PTA研究大会」。
1992年、「上廣道徳教育賞」を創設。スイスのアスコナで第１回エラノス上廣会議 （Eranos/Uehiro Round Table Session）ルドルフ・リセマ（エラノス財団理事長）、田丸徳善（宗教学）、浮田雄一（哲学）らが発表。
1993年、国連大学で「第4回日米倫理教育会議」を開催。ロバート・N・ベラー（カリフォルニア大学教授）が基調講演「個人主義と社会倫理の行方（Individualism, Community, and Ethics in the United States and Japan）」と「国際化時代に求められる日米両国民の役割（The Role of  the Japanese and American People in an International Era）」を行う。
1996年、「現代日本人の生き方」調査を実施。道徳教育シンポジウムを開催。
1997年、米国カーネギーカウンシルで日米倫理会議を開催。富永健一（東大教授社会学）が講演。
1999年、日欧高齢社会シンポジウムを開催。
2002年、オックスフォード大学に Oxford Uehiro Centre for Practical Ethics（オックスフォード上廣応用倫理センター）が発足。「りんり俳句大賞」を開始。
2003年、第1回歴史文化フォーラムを東京商工会議所ホールにて開催。
2004年、米国カーネギーカウンシルで「人間性は倫理的に改善できるか」“How Can Human Nature Be Ethically Improved?”をテーマに上廣・カーネギー・オックスフォード倫理会議を開催。ノーベル賞受賞者ジェームズ・ワトソン氏が基調講演。ダン・ブロック、ピーター・シンガー、マイケル・サンデル、位田隆一、島薗進などが研究発表を行う。発表内容は後に英国オックスフォード出版から"Human Enhancement"として刊行。
2005年、「日本人再発見」歴史研究会（座長：竹内誠江戸東京博物館長）を発足。
2006年、「早寝早起き朝ごはん」全国協議会（文部科学省主催の国民運動の中心）への助成を開始。
2007年、東京大学大学院人文社会系研究科に上廣死生学・応用倫理講座を設置。
2009年、「日本人再発見」歴史研究会の成果として、論集『外国人が見た近世日本』（監修 竹内誠、著者 山本博文、大石学、磯田道史、岩下哲典）を角川学芸出版から刊行。
2011年、「国際哲学オリンピック」国内大会「日本倫理哲学グランプリ」の事務局として支援を開始。
2012年、俳句の女流俳人を対象とした「星野立子賞」を設立。同年、東京大学に「上廣共生哲学寄付研究部門」、京都大学こころの未来研究センター上廣こころ学研究部門、ハワイ大学マノア校にUehiro Academy for Philosophy and Ethics in Education、東北大学に「上廣歴史資料学研究部門」を発足させた。
2013年、京都大学iPS細胞研究所（山中伸弥所長）に「上廣倫理研究部門」が発足。
2014年、東京大学附属図書館「アジア研究図書館上廣倫理財団寄付研究部門」が発足。
2015年、カーネギー上廣チェアー、マイケル・イグナティエフ氏来日。上廣レクチャー「技術とリスク：日本の経験から学ぶ」を開催。カーネギー・カウンシル創立百周年事業を支援。
2017年、宮城教育大学にp4c教育の拠点となる「上廣倫理教育アカデミー」を開設。同年、財団設立30周年記念シンポジウムを国際文化会館にて開催。30周年記念論集『科学知と人文知の接点』（京都大学iPS細胞研究所編、山中伸弥監修）を刊行。
2018年、星野立子賞（第6回）瀬戸内寂聴氏が受賞。上越教育大学に道徳教育の拠点となる「上廣道徳教育アカデミー」を開設。国際哲学オリンピックで石川賀之君が銅メダルを獲得（日本人初）。学習院大学100周年記念講堂にて徳川林政史研究所と「歴史文化フォーラム」を共催。
2019年、オックスフォード大学で上廣・カーネギー・オックスフォード倫理会議「21世紀の生命倫理の再考」を開催。第17回上廣歴史文化フォーラム「渋沢栄一～近代化へ導いた先駆者たちとその思想」を開催。
2020年、第25回道徳教育合同研修会を初のオンライン開催。上廣アーカイブレクチャーをネット配信。
2021年、東京大学稷門(しょくもん)賞が授与される。
2022年、ハワイ大学に海洋学を支援する上廣海洋学振興センター（UC・AO）の設置を支援。
2023年、兵庫教育大学に「上廣道徳教育アカデミー」、東京学芸大学に「上廣道徳・倫理教育研究開発推進室」の設置を支援。オックスフォード大学に「上廣大学院生奨学金」の設置を支援。日本芸術文化振興会の「オーケストラ支援事業」を支援。YFU日本国際交流財団の「海外留学制度」を支援。山口県萩市「長州ファイブ渡航160周年記念」事業を支援。社会福祉の増進に資する諸事業を支援。

## 出版物
周年記念事業、コンクール、研究会、講演会の事業成果を折々に図書として刊行。
『倫理的叡智を求めて』（東洋館出版社）2007年、20周年記念論集、越智 貢, 内藤 俊史, カール・ベッカー, 清水 哲郎, 赤林 朗, 島薗 進, 西垣 通, 富永 健一
『こころの扉をひらく時』（角川学芸出版）2007年 
『外国人が見た近世日本』（角川学芸出版）2009年、大石 学, 磯田 道史, 山本 博文, 岩下 哲典, 竹内 誠 監修
『日本の思想家 珠玉の言葉 百選』（日本教育新聞社）2014年
『わが師・先人を語る１』（弘文堂）2014年、村井 實, 熊野 純彦, 斎藤 兆史, 島薗 進, 中西 寛, 河合 雅雄, 河合 俊雄, 富永 健一
『わが師・先人を語る２』（弘文堂）2015年、松井 今朝子, 竹内 誠, 逢坂 剛, 関川 夏央, 星 寛治, 星野 高士, 佐々木 毅, 小松 久男
『城下町と日本人の心性』（岩田書院）2016年、中澤 克昭, 福田 千鶴, 小田倉 仁志, 林 順子, 胡 光, 濱口 裕介, 水井 誠之, 岩下 哲典 編
『わが師・先人を語る３』（弘文堂）2017年、濱田 純一, 久留島 典子, 平岩 弓枝, 林 望, 山極 壽一, 位田 隆一, 徳川 康久, 川淵 三郎
『科学知と人文知の接点』（弘文堂）2017年、30周年記念論集、山中 伸弥 監修、島薗 進, 青野 由利, 高須 直子, 長嶋 比呂志, 斎藤 通紀, 八代 嘉美, 澤井 努, 藤田 みさお, クリス・ギンジェル, ジュリアン・サヴァレスキュ, ロジャー・クリスプ, ドミニク・ウィルキンソン, ジョナサン・ピュー, ガイ・カヘーン, トーマス・ダグラス, カトリエン・デヴォルダー, 児玉 聡, 広井 良典, 会田 薫子, 星野 利彦, 位田 隆一, 山極 壽一
『道徳科Ｑ＆Ａハンドブック』（日本教育新聞社）2018年
『クライメート・チェンジ』（清水弘文堂）2018年、エヴァン・ベリー, ガイ・カヘーン, ピーター・ヒギンズ, 高野 孝子, デール・ジェーミソン, 豊田 光世 , イングマー・ペルソン, グスタフ・アリニアス, ジュリアン・サヴァレスキュ, 桑子 敏雄, 吉川 成美 監修
『私の修業時代１』（弘文堂）2019年、田中 優子, 平川 新, 門井 慶喜, 鎌田 東二, 橋本 五郎, 富山 健, 村井 純, 山中 伸弥
（出版支援）『子どものための哲学教育ハンドブック世界で広がる探究学習』（東大出版会）2020年、M.R.グレゴリー、Ｊ.ヘインズ、Ｋ.ムリス 編、小玉重夫 監修、豊田光世、田中伸、田端健人 訳者代表
『私の修業時代２』（弘文堂）2021年、山極 壽一, 滝田 栄, 西垣 通, 為末 大, 河合 俊雄, 川口 淳一郎, 福田 千鶴, 伊藤 之雄
『明治維新を担った人たち1　維新の政治変革と思想』（ミネルヴァ書房）2022年、伊藤之雄 監修、齊藤紅葉、小林和幸、湯川文彦、落合弘樹、金澤裕之、小川原正道、君塚直隆
『明治維新を担った人たち2　経済の維新と殖産興業』（ミネルヴァ書房）2022年、鈴木　淳 監修、上西晴也、柏原宏紀、小林延人、佐藤大悟、土金師子、満薗　勇、谷川みらい、池田勇太、中西啓太、崎島達矢、福田真人
『明治維新を担った人たち3　「文明開化」と江戸の残像』（ミネルヴァ書房）2022年、岩下哲典 監修、萱田寛也、佐々木千恵、田鍋桂子、濱口裕介、鈴木勇一郎、稲垣知子、伊藤千尋
『AI・ロボットと共存の倫理』（岩波書店）2022年、西垣　通 監修、河島茂生、ドミニク・チェン、広井良典、富山 健、江間有沙

## 海外出版 Uehiro Series in Practical Ethics
オックスフォード上廣センターで実施したセミナーの内容をオックスフォード大学出版から刊行
Jonathan Glover, 2008, Choosing Children: Genes, Disability, and Design, King’s College London
C.A.J. Coady, 2008, Messy Morality: The Challenge of Politics, University of Melbourne
Jeff McMahan, 2009, Killing in War, Rutgers University
F. M. Kamm, 2011, Ethics for Enemies: Terror, Torture, and War, Harvard University
Allen E. Buchanan, 2011, Beyond Humanity? The Ethics of Biomedical Enhancement, Duke University
Ingmar Persson and Julian Savulescu, 2012, Unfit for the Future: The Need for Moral Enhancement, University of Gothenburg and University of Oxford
Philip Petit, 2015,  The Robust Demands of the Good: Ethics with Attachment, Virtue, and Respect, Princeton University
T.M. Scanlon, 2018, Why Does Inequality Matter?, Harvard University
Christine M. Korsgaard, 2018, Fellow Creatures: Our Obligations to the Other Animals, Harvard University
Samuel Scheffler, 2018, Why Worry About Future Generations? New York University
Shelly Kagan, 2019, How to Count Animals, More or Less, Yale University
Larry S. Temkin, 2022, Being Good in a World of Need, Rutgers, The State University of New Jersey

## 国際会議
米国カーネギーカウンシル、英国オックスフォード大学上廣センターとの共催で、時代の要請に応じ、世界で課題となっている問題を研究者や専門家が議論する国際会議。
| 年   | 開催日   | 場 所                                                | 共 催                                                | 会議タイトル                                            | テーマ | 主な出席者（敬称略） | 備考（敬称略）                                                                                                   |
| 1990 | 12/10,11 | 米国（カーネギー・カウンシル）                       | カーネギー･カウンシル                                | 第1回日米倫理教育会議                                   | 国民の倫理観と教育の役割 | 村井實（大東文化大学）、加藤秀俊（放送教育開発センター） | 米国側はフィリップ・マイケル・ティンペイン（コロンビア教員養成大学学長）が講演                                   |
| 1991 | 11/14,15 | 日本（東京六本木・国際文化会館）                     | カーネギー･カウンシル                                | 第2回日米倫理教育会議                                   | 国民の倫理観に及ぼす社会変化の影響と教育の課題 | ロバート・マイヤー（カーネギー・カウンシル理事長）、ジョエル・ローゼンタール（カーネギー・カウンシル教育担当理事）、永井道雄（国際文化会館理事長）、村井實（大東文化大学）、カール・ベッカー（筑波大学） | 記念講演に衞藤瀋吉氏（亜細亜大学学長）講演                                                                       |
| 1992 | 11/10,11 | 米国（カーネギー・カウンシル）                       | カーネギー・カウンシル                               | 第3回日米倫理教育会議                                   | 21世紀の規範的な水準 | 入江昭（ハーバード大学）、衞藤瀋吉（亜細亜大学学長）、西山千明（立教大学） | 記念講演にジョーン・ブラデマス氏（ニューヨーク大学前学長・上院議員）講演                                         |
| 1993 | 11/19.20 | 日本（東京・国際連合大学本部）                       | カーネギー・カウンシル                               | 第4回日米倫理教育会議                                   | 個人と社会 共同体の倫理形成力を考える | 村井實（慶應義塾大学）、田丸徳善（大正大学）、島薗進（東京大学） | 公開シンポジウムでロバート・ベラー氏（カリフォルニア大学教授）講演                                               |
| 1994 | 11/21,22 | 米国（ｺｰﾙﾄﾞｽﾌﾟﾘﾝｸﾞﾊｰﾊﾞｰ研究所）                      | カーネギー・カウンシル                               | 第5回日米倫理教育会議                                   | 科学と倫理 遺伝子研究、その未来への希望 | 中村桂子（生命誌研究館副館長）、加藤尚武（京都大学）、村井實（慶應義塾大学） | 挨拶 ジェームズ・ワトソン氏（コールドスプリングハーバー研究所所長）                                              |
| 1996 | 11/14,15 | 米国（カーネギー・カウンシル）                       | カーネギー・カウンシル                               | 第2期・第1回日米会議                                    | 東洋及び西洋社会における公共哲学のモデル Models of Public Philosophy, East and West | マイケル・サンデル（ハーバード大学）、入江昭（ハーバード大学） | 第2期 新時代の公共哲学：世紀末における民主主義の世界的再評価                                                     |
| 1997 | 10/30,31 | 米国（カーネギー・カウンシル）                       | カーネギー・カウンシル                               | 第2期･第2回日米会議                                     | 公共哲学、福祉、そして社会契約の変化にはどのような意味があるのか What Do You Deserve? Public Philosophy, Welfare, and Changing Social Contracts                                                                                        | 富永建一（東京大学）、手塚和彰（千葉大学） | ※富永教授の報告は『社会変動の中の福祉国家』（中公新書）として出版                                                |
| 1999 | 10/21,22 | 米国（カーネギー・カウンシル）                       | カーネギー・カウンシル                               | 第2期・第3回日米会議                                    | 環境と倫理・社会正義 Public Philosophy, Environment, and Social Justice | 嘉田由紀子（琵琶湖博物館）、青柳みどり（環境庁国立環境研究所）、加藤尚武（京都大学） | |
| 2001 | 10/25,26 | 米国（カーネギー・カウンシル）                       | カーネギー・カウンシル                               | 第2期・第4回日米会議                                    | 歴史との和解とその倫理性の検証 Workshop on the Search for a Usable Past: Biographies of Participants | 入江昭（ハーバード大学）、吉田俊（エール大学） | ※アメリカ同時多発テロ事件の一ヶ月余後に開催                                                                      |
| 2002 | 10/24,25 | 米国（カーネギー・カウンシル）                       | カーネギー・カウンシル                               | 第2期・第5回日米会議                                    | 戦争の時代における宗教的伝統としての平和主義 Religious Traditions of Peace in Times of War | 島薗進（東京大学）、カール・ベッカー（京都大学） | |
| 2003 | 11/6,7   | 英国（オックスフォード大学）                         | カーネギー・カウンシル／オックスフォード上廣センター | 第3期・第1回上廣・カーネギー・オックスフォード倫理会議  | 自然景観：過去のアメリカにおける自然原野論争の混乱を通して～自然原野から望ましい地球保全の方法を学ぶことは可能か～ "Looking Back at American Wilderness Troubles" Are there lessons from wilderness for better global land management? | 嘉田良平（農林水産省農林水産政策研究所政策研究調整官）、原剛（早稲田大学） | |
| 2004 | 11/18,19 | 米国（カーネギー・カウンシル）                       | カーネギー・カウンシル／オックスフォード上廣センター | 第3期・第2回上廣・カーネギー・オックスフォード倫理会議  | 人間のありようは倫理的に変え得るのか？ How Can Human Nature Be Ethically Improved? | 位田隆一（京都大学）、島薗進（東京大学） | 基調講演にジェームズ・ワトソン博士（コールドスプリングハーバー研究所教授）                                       |
| 2005 | 12/8,9   | 英国（オックスフォード大学セント・クロス・カレッジ） | カーネギー・カウンシル／オックスフォード上廣センター | 第3期・第3回上廣・カーネギー・オックスフォード倫理会議  | 情報倫理：影響因、結果、新たな文化的観点 Information Ethics: Agents, Artifacts and New Cultural Perspectives | 西垣通（東京大学）、竹之内禎（東京大学） | |
| 2006 | 12/7,8   | 米国（カーネギー・カウンシル）                       | カーネギー・カウンシル／オックスフォード上廣センター | 第3期・第4回上廣・カーネギー・オックスフォード倫理会議  | 自由貿易、公正貿易、持続可能貿易：資源貿易についての考察 Free Trade, Fair Trade, and Sustainable Trade: The Case of Resource Extraction                                                                                                | 中川淳司(東京大学) | |
| 2007 | 5/24,25  | 日本（東京六本木・国際文化会館）                     | カーネギー・カウンシル／オックスフォード上廣センター | 第3期・第5回上廣・カーネギー・オックスフォード倫理会議  | 倫理的叡知とその実践を求めて In Quest of Ethical Wisdom And Its Application | ジョン・フッド（オックスフォード大学総長）、小宮山宏（東京大学総長） | 財団設立20周年記念シンポジウム                                                                                   |
| 2008 | 12/11,12 | 英国（オックスフォード大学セント・クロス・カレッジ） | カーネギー・カウンシル／オックスフォード上廣センター | 第3期・第6回上廣・カーネギー・オックスフォード倫理会議  | 医療倫理 医療倫理教育、臨床倫理、研究倫理、医療倫理の現代的課題 Medical Ethics, Teaching Medical Ethics, Clinical Ethics, Research Ethics, Current Controversies in Medical Ethics                                                     | 島薗進、一ノ瀬正樹、藤田みさお、会田薫子、竹内聖一、土屋敦、山崎浩司（東京大学）、堂園俊彦（静岡大学） | 10日に若手研究者発表会を開催。ハーバード大学のダニエル・ブロック教授、デューク大学のアラン・ブキャナン教授が参加 |
| 2009 | 11/12,13 | 米国（カーネギー・カウンシル）                       | カーネギー・カウンシル／オックスフォード上廣センター | 第3期・第7回上廣・カーネギー・オックスフォード倫理会議  | 人権と民主主義と民主化 Human Rights, Democracy, and Democratization | 篠田英朗（広島大学） | |
| 2010 | 12/8,9   | 英国（オックスフォード大学セント・クロス・カレッジ） | カーネギー・カウンシル／オックスフォード上廣センター | 第3期・第8回上廣・カーネギー・オックスフォード倫理会議  | 情報倫理：ヒューマニティの未来 Information Ethics: Future of Humanities | 西垣通（東京大学）、新保史生（慶応義塾大学）、竹之内禎（東京大学） | アンドリュー・ハミルトン総長（オックスフォード大学）出席                                                         |
| 2011 | 11/8,9   | 米国（カーネギー・カウンシル）                       | カーネギー・カウンシル／オックスフォード上廣センター | 第3期・第9回上廣・カーネギー・オックスフォード倫理会議  | 道徳性資質の向上を考える～道徳心理学を手がかりとして～ Shaping Moral Psychology | 赤林朗（東京大学）、森岡正博（大阪府立大学） | 記念講演にてジェームズ・ワトソン博士講演                                                                         |
| 2012 | 5/17,18  | 日本（東京六本木・国際文化会館）                     | カーネギー・カウンシル／オックスフォード上廣センター | 第3期・第10回上廣・カーネギー・オックスフォード倫理会議 | 生命の本質と価値、倫理的な意味とは Life: Its Nature, Value and Meaning - No Turning Back? Ethics for the Future of Life - | トム・ビーチャム（ジョージタウン大学）、ルース・フェイドン（ジョンズ・ホプキンス大学） | 財団設立25周年。基調講演「iPS細胞研究の進展」と題して山中伸弥教授が講演                                          |
| 2013 | 6/20,21  | 英国（オックスフォード大学セント・クロス・カレッジ） | カーネギー・カウンシル／オックスフォード上廣センター | 第3期・第11回上廣・カーネギー・オックスフォード倫理会議 | 幸福と福利 Happiness and Wellbeing | 成田和信（慶應義塾大学）、児玉聡、熊谷誠慈（京都大学） | |
| 2014 | 8/28,29  | 日本（京都大学iPS細胞研究所、京都国立国際会館）      | カーネギー・カウンシル／オックスフォード上廣センター | 第3期・第12回上廣・カーネギー・オックスフォード倫理会議 | iPS細胞を含む幹細胞研究の未来に関する倫理 Ethics for the Future of iPS/Stem Cells | ジェレミー・シュガーマン（ジョンズ・ホプキンス大学）、加藤和人（大阪大学） | 公開シンポジウムにて山中伸弥教授、長嶋比呂志教授（明治大学）、青野由利氏（毎日新聞社）講演                       |
| 2015 | 10/28,29 | 米国（カーネギー・カウンシル）                       | カーネギー・カウンシル／オックスフォード上廣センター | 第3期・第13回上廣・カーネギー・オックスフォード倫理会議 | 地球温暖化 －環境倫理とその実践－ Global Warming -Environmental Ethics and Its Practice- | 桑子敏雄、豊田光世（東京工業大学）、高野孝子、吉川成美（早稲田大学）、ピート・ヒギンズ（エジンバラ大学） | |
| 2016 | 10/27,28 | 英国（オックスフォード大学）                         | カーネギー・カウンシル／オックスフォード上廣センター | 第3期・第14回上廣・カーネギー・オックスフォード倫理会議 | 人権、地球倫理、そして民衆の徳 Human Rights, Global Ethics and the Ordinary Virtues | 会議はディスカッション形式ではなく、講演会形式とし、日本から研究者の出席はなし | ルイーズ・リチャードソン（オックスフォード大学新総長）、マイケル・イグナティエフ教授（講演者）                   |
| 2017 | 5/25,26  | 日本（東京六本木・国際文化会館）                     | カーネギー・カウンシル／オックスフォード上廣センター | 第3期・第15回上廣・カーネギー・オックスフォード倫理会議 | iPS細胞等を用いた再生医療研究、治療に伴う倫理的課題（仮題） Ethical Issued Involved in iPS/Stem Cell and Genetic Research and Therapy                                                                                                  | トム・ビーチャム（ジョージタウン大学）、ルース・フェイドン、デボラ・マシュー（ジョンズ・ホプキンス大学） | 財団設立30周年。京都大学iPS細胞研究所所長 山中伸弥教授 基調講演                                                  |
| 2018 | 5/17,18  | 米国（カーネギー・カウンシル）                       | カーネギー・カウンシル／オックスフォード上廣センター | 第3期・第16回上廣・カーネギー・オックスフォード倫理会議 | 倫理と人工知能の未来 Ethics and the Future of Artificial Intelligence | 広井良典（京都大学）、富山健（千葉工業大学）、吉澤剛（大阪大学）、江間有沙（東京大学） | |
| 2019 | 5/21,22  | 英国（オックスフォード大学）                         | カーネギー・カウンシル／オックスフォード上廣センター | 第3期・第17回上廣・カーネギー・オックスフォード倫理会議 | 21世紀の生命倫理の再考 Rethinking Bioethics in 21st Century | 藤田みさお（京都大学）、加藤和人（大阪大学）、石井哲也（北海道大学）、美馬達哉（立命館大学）、早川正祐（東京大学） | |
| 2021 | 12/2,3   | オンライン開催                                       | カーネギー・カウンシル オックスフォード上廣センター  | 上廣・カーネギーオックスフォード倫理会議                | パンデミックの倫理 | John Tasioulas, G. Owen Schaefer, Sreenivasan Subramanian, Michael Parker, Julian Savulescu, Joel Rosenthal, Allen Buchanan, Jeffry Kahn, Jessica Flanigan, 中澤栄輔(東京大学), 赤林朗(東京大学) | |
| 2023 | 6/29,30  | シンガポール国立大学                                 | カーネギー・カウンシル オックスフォード上廣センター  | 上廣・カーネギーオックスフォード倫理会議                | 細胞・遺伝子治療の倫理 | ハンク・グリーリー教授（アメリカ・スタンフォード大学）、藤田みさお教授（日本・京都大学）、三成寿作准教授（日本・京都大学）、ドミニク・ウィルキンソン教授（イギリス・オックスフォード大学）、クリストファー・ギンジェル博士（オーストラリア・マードック小児研究所）、ロジャー・クリスプ教授（イギリス・オッスフォード大学）、カトリエン・デヴォルダー博士（イギリス・オックスフォード大学）、インスー・ヒュン教授（アメリカ・ハーバード大学）、澤井努准教授（日本・広島大学）、タムラ・ライサイト助教（シンガポール・シンガポール国立大学）、ジュリアン・サヴァレスキュ教授（シンガポール・シンガポール国立大学） | |

※人物の肩書は会議開催当時  

## 文化フォーラム
作家や文化人、知識人が人生後半の生き方を語る講演会。
| №  | 開催日・会場                         | 講師・テーマ（敬称略・肩書は行事当事のもの） |
| 1  | 昭和63年11月26日 日経ホール          | 髙坂正堯（京都大学教授）、木田宏（獨協学園理事長）、向山洋一（教育技術法則化運動代表）、テリー・スザーン（子どもの城国際交流部長）「ゆたかさと人間教育を考える」 |
| 2  | 平成2年2月10日 有楽町朝日ホール      | 遠藤周作（作家）「人生80年時代～後半の生き方を考える」 大宅映子（評論家）早瀬圭一（ノンフィクション作家）高橋恵子（聖心女子大学教授）                            |
| 3  | 平成3年2月16日 有楽町朝日ホール      | 山田太一（シナリオライター）、小此木啓吾（精神科医；慶応義塾大学教授） 吉永みち子（作家）「人生後半の生き方を考える～向かい合う夫婦」                            |
| 4  | 平成4年2月8日 有楽町朝日ホール       | 早坂 暁（放送作家）、上坂冬子（作家）、天野正子（千葉大学教授） 「人生の秋・冬を豊かなものとするために」                                                         |
| 5  | 平成5年2月13日 有楽町朝日ホール      | なだいなだ（作家；精神科医） 佐藤愛子（作家）「人生後半の生き方を考える～老いへの不安を乗り越えるために」                                                        |
| 6  | 平成6年2月5日 国立教育会館（虎ノ門） | 五木寛之（作家） 平岩弓枝（作家）「人生後半の生き方を考える」 |
| 7  | 平成7年2月18日 日比谷公会堂          | 宮尾登美子（作家）「一つの道を見つめて」 森 毅（京都大学名誉教授）「人生は末ひろがり」                                                                           |
| 8  | 平成8年2月17日 日比谷公会堂          | 杉本苑子（作家）「残躯は天の赦すところ」 山田太一（シナリオライター）｢後半の味わい｣                                                                              |
| 9  | 平成9年2月8日 日比谷公会堂           | 一番ヶ瀬康子（東洋大学教授）「すこやかに老いる」 渡辺淳一（作家）「心と体」                                                                                      |
| 10 | 平成10年2月21日 日比谷公会堂         | 青木 玉（随筆家）「思いのほか」 ジェームス三木（脚本家）「ドラマと人間」                                                                                         |
| 11 | 平成11年2月13日 日比谷公会堂         | 夏樹静子（作家）「心のミステリー」※ アルフォンス・デーケン（上智大学教授）「生きがいとユーモア」※                                                                |
| 12 | 平成12年2月19日 日比谷公会堂         | 海老名香葉子（エッセイスト）｢精いっぱい明るく生きなきゃ｣※ 浅田次郎（作家）「生涯現役の思想」※                                                                    |
| 13 | 平成13年2月24日 日比谷公会堂         | 北原亞以子（作家）「江戸の町角」※ 神坂次郎（作家）「出逢いの人生」※                                                                                              |
| 14 | 平成14年2月23日 日比谷公会堂         | 米沢富美子（慶應義塾大学教授）「二人で紡いだ物語」※ 梅原 猛（哲学者）「わが人生と学問」※                                                                         |
| 15 | 平成15年2月15日 日比谷公会堂         | 池宮彰一郎（作家）「年老いての人生」 曽野綾子（作家）「人生の設計者は誰か」                                                                                      |
| 16 | 平成16年2月21日 日比谷公会堂         | 遠藤順子（遠藤周作夫人）「夫の宿題」※ 村松友視（作家）「人間は最高の風景」※                                                                                      |
| 17 | 平成17年2月19日 日比谷公会堂         | 小山内美江子（脚本家）「いつでも地球市民」※ なかにし 礼（作家）「三拍子の魔力」※                                                                                 |
| 18 | 平成18年2月18日 日比谷公会堂         | 秋山ちえ子（評論家）「このごろ思うこと」 吉村作治（早稲田大学教授）「歴史に学ぶ人の生き方」※                                                                     |
| 19 | 平成19年2月24日 日比谷公会堂         | 内館牧子（脚本家）「学び直しのスゝメ」※ 嵐山光三郎（作家）「下り坂繁盛記」※                                                                                      |
| 20 | 平成20年2月23日 日比谷公会堂         | 大宅映子（評論家）「意志あれば通じる」※ 林 望（作家・書誌学者）「いつも＜これから＞がたのしい」※                                                                 |
| 21 | 平成21年2月28日 日比谷公会堂         | 内田康夫（作家）「46年の助走」※ 平岩弓枝（作家）「輝ける老い」※                                                                                                  |
| 22 | 平成22年2月11日 日比谷公会堂         | 池田敬子（日本体育大学名誉教授）「スポーツと人生」※ 藤原正彦（お茶の水女子大学名誉教授）「数学と文学の狭間で」                                                   |
| 23 | 平成23年2月5日 日比谷公会堂          | 坂東眞理子（昭和女子大学学長）「錆びない生き方」※ 山本一力（作家）「ゆるさのススメ～ここちよい人生を考える」※                                                    |
| 24 | 平成24年2月4日 日比谷公会堂          | 河西昌枝（東京五輪女子バレー代表主将）「バレーボールと私」※ 永田和宏（歌人・京都産業大学教授）「人生を生ききるということ」※                                      |
| 25 | 平成25年2月16日 日比谷公会堂         | 玄侑宗久（作家・臨済宗福聚寺住職）「人生の昼下がり」※ 曽野綾子（作家）「死の前の捨て身の輝き」                                                                   |
| 26 | 平成26年2月8日 日比谷公会堂          | 鷲田清一（龍谷大学教授）「死なれるということ」※ 岸 惠子（女優・作家）「私の人生ア･ラ･カルト」                                                                    |
| 27 | 平成27年2月14日 日比谷公会堂         | 今井通子（登山家・医学博士）「人生、山登り」※ 林 望（作家・国文学者）「明るい『晩年』に向かって」※                                                               |
| 28 | 平成28年1月30日 日比谷公会堂         | 山極壽一（京都大学総長）「ゴリラのように泰然自若」※ 檀 ふみ（作家）「仕事が私に教えてくれたこと」                                                                |

※印はNHKラジオ第二放送「文化講演会」（693kHz）にて放送。

## 歴史・文化フォーラム
日本の歴史から人間の生き方を考える講演会と鼎談。人や社会をより良くして行こうと取り組んだ先人の足跡を辿る。
| №  | 開催日・会場                                                     | テーマ・講師等（敬称略・肩書は行事当事のもの） |
| 1  | 2003（H15）.11.15 東京商工会議所ホール 江戸開府400年記念行事     | 「徳川時代の日本人の生き方」 1. 講演 火坂雅志（作家）「家康の天下を支えた経済人」＊ 2. 鼎談 竹内 誠（江戸東京博物館館長）、カール・ベッカー（京都大学大学院教授）、渡邊 弘（宇都宮大学教授）                             |
| 2  | 2004（H16）.11.27 東京商工会議所ホール                           | 「幕末・開国期の日本人の生き方」 1. 講演 佐藤雅美（作家） 「開国－黒船来航に日本はどう対応したのか」＊ 2. 鼎談 竹内 誠（江戸東京博物館館長）、カール・ベッカー（京都大学大学院教授）、三谷 博（東京大学大学院教授）      |
| 3  | 2005（H17）.11.19 東京商工会議所ホール                           | 「幕末維新の群像」 1. 講演 童門冬二（作家） 2. 鼎談 童門冬二（作家）、竹内 誠（江戸東京博物館館長）、大石 学（東京学芸大学教授）                                                                                         |
| 4  | 2006（H18）.10.28 東京商工会議所ホール                           | 「元禄時代の人々の生き方」 1. 講演 池宮彰一郎（作家） 2. 鼎談 カール・ベッカー（京都大学大学院教授）、山本博文（東京大学史料編纂所教授）、磯田道史（茨城大学助教授）                                                     |
| 5  | 2007（H19）.11.17 江戸東京博物館ホール 共催：江戸東京博物館      | 「江戸時代の女性の生き方」 1. 講演 宮尾登美子（作家）「篤姫の生涯を通して」＊ 2. 鼎談 竹内 誠（江戸東京博物館館長）、大石 学（東京学芸大学教授）、柳谷慶子（聖和学園短期大学教授）「武家の女性の生き方」                 |
| 6  | 2008（H20）.11.1 東京商工会議所ホール                            | 「戦国時代の日本人の生き方」 1. 講演 火坂雅志（作家） 「天地人を語る～直江兼続の義と愛」＊ 2. 対談 小和田哲男（静岡大学教授）、磯田道史（茨城大学准教授）「戦国時代の武士と日本人」                                      |
| 7  | 2009（H21）.11.21 東京商工会議所ホール                           | 「幕末期の日本人の生き方」 1. 講演 半藤一利（作家） 「勝海舟と西郷隆盛」＊ 2. 対談 大石 学（東京学芸大学教授）、岩下哲典（明海大学教授）「坂本龍馬の魅力」                                                               |
| 8  | 2010（H22）.11.13 東京商工会議所ホール                           | 「明治の日本人の生き方」 1. 講演 関川夏央（作家）「夏目漱石が見た20世紀」＊ 2. 対談 伊藤之雄（京都大学大学院教授）、カール・ベッカー（京都大学教授）「近代日本を創った日本人像」                                         |
| 9  | 2011（H23）.11.5 東京商工会議所ホール                            | 「東北から近代の扉を開いた日本人」 1. 講演 北岡伸一（東大教授）「後藤新平の近代日本のヴィジョン」 2. 講演 植松三十里（作家） 「知られざる石炭の父・片寄平蔵」 3. 鼎談 橋本五郎（読売新聞編集委員）、北岡伸一、植松三十里 |
| 10 | 2012（H24）.11.17 東京商工会議所ホール                           | 「武士の生き方～日本人の心の源流をたずねて」 1. 講演 磯田道史（静岡文化芸術大学准教授） 「『武士の家計簿』から『無私の日本人』へ」＊ 2. 対談 古田 求（脚本家）、磯田道史                                                 |
| 11 | 2013（H25）.11.16 東京商工会議所ホール                           | 「日本人の心の源流をたずねて」 1. 講演 山本むつみ（大河ドラマ 脚本家）「八重とのめぐりあい」＊ 2. 対談 大石 学（東京学芸大学教授）、一坂太郎（萩博物館特別学芸員）                                                       |
| 12 | 2014（H26）.11.16 東京大学伊藤国際学術研究センター伊藤謝恩ホール | 「女性の生き方－江戸から明治へ－」 1. 講演 田中優子（法政大学総長）＊ 2. 対談 山本博文（東京大学史料編纂所教授）、田中優子（法政大学総長）                                                                               |
| 13 | 2015（H27）.11.15 東京大学伊藤国際学術研究センター伊藤謝恩ホール | 「元禄時代から見た江戸人の生き方」 1. 講演 竹内 誠（江戸東京博物館館長） 2. 講談 神田京子（講談師） 3. 鼎談 山本博文（東京大学史料編纂所教授）、竹内 誠、神田京子                                                        |
| 14 | 2016（H28）.11.19 東京大学伊藤国際学術研究センター伊藤謝恩ホール | 「天下人、徳川家康の実像」 1. 講演 門井慶喜（作家） 2. 講演 平川 新（宮城学院女子大学学長） 3. 鼎談 山本博文（東京大学史料編纂所教授）、門井慶喜、平川 新                                                                |
| 15 | 2017（H29）.10.14 東京大学伊藤国際学術研究センター伊藤謝恩ホール | 「明治をつくった人々」 1. 講演 伊藤之雄（京都大学大学院教授） 2. 講演 朝井まかて（作家） 3. 対談 伊藤之雄、朝井まかて |
| 16 | 2018（H30）.11.24 東京大学伊藤国際学術研究センター伊藤謝恩ホール | 「知られざる明治維新」 1. 講演 諸田玲子（作家）「勝海舟の妹と幕末の男たち」 2. 林 望 （作家）「福澤諭吉」 3. 鼎談 山本博文、諸田玲子、林 望                                                                              |
| 17 | 2019（R1）.10.26 東京大学伊藤国際学術研究センター伊藤謝恩ホール  | 「渋沢栄一～近代化へ導いた先駆者たちとその思想」 1. 講演 鹿島 茂（仏文学者・明治大学教授）＊ 2. 鼎談 山本博文（東京大学史料編纂所教授）、井上 潤（渋沢史料館館長）、鹿島 茂                                              |
| 18 | 2021（R3）.11.26～12.26 ※期間限定 動画配信                       | 「サムライのはじまり、サムライのおわり」 1. 講演 本郷和人（東京大学史料編纂所教授）「武士の世の幕開け～東国の夜明け」 2. 講演 平川 新（東北大学名誉教授）「武士の世の終わりと庶民のちから」                              |
| 19 | 2022（R4）.10.22 東京大学伊藤国際学術研究センター伊藤謝恩ホール  | 「将軍の世紀」 1. 講演 山内昌之（東京大学名誉教授） 2. 講演 深井雅海（徳川林政史研究所所長） 3. 講演 藤田英昭（徳川林政史研究所研究員） 4. 鼎談 山内昌之、深井雅海、藤田英昭                                             |
| 20 | 2023（R5）.10.28 東京大学伊藤国際学術研究センター伊藤謝恩ホール  | 「徳川時代の災害復興」 1. 講演 門井慶喜（作家）「江戸・東京の災害復興」 2. 対談 門井慶喜、藤田英昭（徳川林政史研究所研究員）                                                                                             |
| 21 | 2024（R6）.10.26 東京大学伊藤国際学術研究センター伊藤謝恩ホール  | 「北里柴三郎とその時代」 1. 講演 海堂 尊（作家）「北里柴三郎まっしぐらな人生」 2. 対談 海堂 尊、中澤栄輔（東京大学医学部医療倫理分野教授）                                                                               |

＊印の講演はNHKラジオ第二放送「文化講演会」にて収録・放送

## 星野立子賞
女流俳句の礎を築いた高浜虚子直系である星野立子氏。鎌倉虚子立子記念館の協力で「星野立子賞」を主催。年間を通して優れた句集1冊(女性)を星野立子賞。優れた50句の創作句男女各1名を星野立子新人賞として顕彰。女流俳人の文化的資質向上、若手の人材育成に寄与することを目的としている。
2013年　第一回星野立子賞　津川絵理子『はじまりの樹』、星野立子新人賞　抜井諒一 「秋ともし」、糸屋和恵 「姉妹」
2014年　第二回星野立子賞　西嶋あさ子 『的礫』、星野立子新人賞　若杉朋哉 「一秋四冬」、馬場君江 「飛沫」
2015年　第三回星野立子賞　高田正子 『青麗』、星野立子新人賞　小助川駒介 「消失点」、吉田林檎 「太古の空」
2016年　第四回星野立子賞　藺草慶子 『櫻翳』、星野立子新人賞　涼野海音「手毬つく」、大西朋「初筑波」
2017年　第五回星野立子賞　駒木根淳子 『夜の森』、星野立子新人賞　金澤諒和「静かな器」、秋山夢「朝な夕な」
2018年　第六回星野立子賞　瀬戸内寂聴 『ひとり』、星野立子新人賞　小山玄黙「雲と父」、古川朋子「下睫毛」
2019年　第七回星野立子賞　対中いずみ 『水瓶』、星野立子新人賞　小野あらた「去りぎは」、冨士原志奈「聖五月の懺悔」
2020年　第八回星野立子賞　小林貴子『黄金分割』、星野立子新人賞　板倉ケンタ「時に花」、伊藤麻美「眼光」
2021年　第九回星野立子賞　藤本美和子『冬泉』、星野立子新人賞　吉田哲二「鍔焦がす」、篠崎央子「家伝」
2022年　第十回星野立子賞　井上弘美『夜須礼』、星野立子新人賞　北杜 駿「はだけゆく」、西山ゆりこ「ペダル」
2023年　第十一回星野立子賞　和田華凜『月華』、星野立子新人賞　鈴木総史「雨の予感」、千野千佳「したがふ」
2024年　第十二回星野立子賞　山西雅子『雨滴』、星野立子新人賞　加藤右馬「変声期」、野城知里「半睡の文字」
2025年　第十三回星野立子賞　石田郷子『万の枝』、星野立子新人賞　 松田晴貴「眠る耳」、高久麻里「遠く聞く」